# 楊綱
楊綱（1402年—1449年），字大紀，號正齋，第24任播州土司，其活躍時間為明朝中葉。
楊綱是土司楊昇的次子。正統三年正月，楊昇派他前往明朝進貢馬匹。正統五年（1440年），土司楊炯去世，因無嗣，楊綱以叔父的身份繼承土司之位。正統六年（1441年），明朝發動麓川之役，調集四川、湖廣、貴州等地軍隊攻打麓川，楊綱也選練士卒，隨時準備參戰。正統七年六月，播州宣慰使楊綱被明廷賜予誥命。
楊綱曾於正統六年六月親自前往明朝進貢，又於正統九年六月、正統九年七月、正統十年十一月、正統十三年十一月向明朝進貢。
正統十四年四月，楊綱以老疾為由致仕，其子楊輝繼任土司之職。同年去世，終年四十七歲。
楊綱墓位於遵义市汇川区高坪街道地瓜堡，於1972年被發現。該墓是夫妻雙人合葬的石室墓。